# Beauchamp Roding
Pour les articles homonymes, voir Beauchamp et Roding.
Beauchamp Roding est un village de l’Essex, en Angleterre.